# Vũ Đức Phúc
Vũ Đức Phúc (bút danh khác: Nguyễn Hồng Kỳ, Lãng Bạc, Lê Hậu, Tấn Trung), sinh ngày 12 tháng 11 năm 1921, mất ngày 29 tháng 7 năm 2015 tại Hà Nội, là một nhà lý luận, phê bình văn học, hội viên Hội Nhà văn Việt Nam (từ 1971), hội viên Hội Nhà báo Việt Nam, nguyên Phó Viện trưởng Viện Văn học kiêm Tổng biên tập Tạp chí Văn học (nay là Tạp chí Nghiên cứu văn học) giai đoạn 1970-1984; học hàm Phó Giáo sư ngữ văn (từ 1980); đảng viên Đảng Cộng sản Việt Nam.

## Tiểu sử
Vũ Đức Phúc tham gia hoạt động cách mạng từ năm 1939 tới 1945 trong thanh niên phản đế, Hội văn hóa cứu quốc, biên tập viên Nhà xuất bản Mới của Đảng Cộng sản Việt Nam.
Từ Cách mạng tháng Tám và kháng chiến chống Pháp, ông tham gia tổng khởi nghĩa ở Gia Lâm, Bắc Ninh, lần lượt đảm nhiệm chức vụ Chủ tịch ủy ban Hành chính và Chủ tịch ủy ban Kháng chiến thị xã Ngọc Thụy, Gia Lâm; Chủ tịch ủy ban kháng chiến huyện Võ Giang (Bắc Ninh); tỉnh ủy viên phụ trách tuyên huấn; Trưởng ty tuyên truyền - văn nghệ Bắc Ninh.
Từ 1954 đến 1958 ông trở về Hà Nội làm Trưởng phòng Văn nghệ Sở Văn hóa Hà Nội, rồi cán bộ tiểu ban Văn nghệ Ban Văn giáo Trung ương Đảng Cộng sản Việt Nam.
Từ 1959, ông công tác tại Viện Văn học cho tới khi nghỉ hưu vào năm 1990. Trong giai đoạn này ông là cán bộ nghiên cứu văn học Pháp, văn học Việt Nam, lý thuyết và lịch sử văn học; lần lượt đảm nhiệm các chức vụ Trưởng phòng lý luận văn học, Trưởng phòng văn học Việt Nam hiện đại, Trưởng phòng văn học nước ngoài, Phó Viện trưởng Viện Văn học, Tổng biên tập Tạp chí Văn học (nay là Tạp chí Nghiên cứu văn học) (1970-1984).

## Nhận định
Trong bài Vài ý nghĩ nhân 60 năm Viện Văn học, Lại Nguyên Ân cho rằng Vũ Đức Phúc từng có giai đoạn là người mà chất tuyên huấn vượt trội chất nghiên cứu, và ông dẫn ý GS. Nguyễn Đăng Mạnh (Đại học Sư phạm Hà Nội) nhắc lời nhà thơ Xuân Diệu gắn cho nhà phê bình này cái nhãn "xe tăng mù".
Theo PGS, TS Nguyễn Đăng Điệp: "Nền tảng của PGS Vũ Đức Phúc rất chắc chắn. Trong khi bây giờ, tính trình diễn đang lấn át cái kiến thức gốc rễ thì những người như thế hệ PGS Phúc là tấm gương lớn".

## Tặng thưởng
PGS. Vũ Đức Phúc được Nhà nước Cộng hòa xã hội chủ nghĩa Việt Nam tặng thưởng Huân chương Độc lập hạng ba, Huy hiệu 70 năm tuổi Đảng, Huân chương kháng chiến chống Pháp hạng Nhì, Huân chương chống Mỹ hạng nhất, Huy chương Vì sự nghiệp tư tưởng văn hóa và sự nghiệp báo chí.

## Tác phẩm

### In riêng
1. Sơ thảo lịch sử Văn học Việt Nam 1930-1945 (chuyên luận nghiên cứu, 1964);
2. Bàn về những cuộc đấu tranh tư tưởng trong lịch sử văn học Việt nam hiện đại (lý luận, 1971, 1973);
3. Trên mặt trận văn học (1972);
4. Bàn về phương pháp nghiên cứu văn học (1973);
5. Đi-đô-rô (Diderot) (chuyên luận, 1986).
6. Bàn về văn học (tuyển, 2001).

### In chung
1. Nguyễn Đình Chiểu, tấm gương yêu nước và lao động nghệ thuật (1973);
2. Ra sức phấn đấu để có những thành tựu mới trong văn nghệ (lý luận, 1980);
3. Nghiên cứu học tập thơ văn Hồ Chí Minh (1979);
4. Văn học Việt Nam trên những chặng đường chống phong kiến Trung Quốc xâm lược (1981);
5. Nguyễn Đình Chiểu (1984);
6. Nhà thơ Việt Nam hiện đại (1984);
7. Víchto Huygô ở Việt Nam (1985);
8. Văn học Việt Nam kháng chiến chống Pháp (1986);
9. Phấn đấu sáng tạo theo đường lối văn nghệ của Đảng (1986);
10. Cách mạng kháng chiến và đời sống văn học (1995).

### Dịch thuật
1. LaFontaine - Thơ ngụ ngôn (1957)
2. Quan thanh tra (của Gogol, dịch, 1963)
3. Voltaire - Tuyển tập truyện (dịch chung, 1963).